# بريت موريسون
بريت موريسون (بالإنجليزية: Bret Morrison)‏ هو ممثل أمريكي، ولد في 5 مايو 1912 بشيكاغو في الولايات المتحدة، وتوفي في 25 سبتمبر 1978 بلوس أنجلوس في الولايات المتحدة.

## وصلات خارجية
- بريت موريسون على موقع IMDb (الإنجليزية)
- بريت موريسون على موقع ميوزك برينز (الإنجليزية)
- بريت موريسون على موقع ديسكوغز (الإنجليزية)